# Restrukturyzacja małych gospodarstw rolnych
Restrukturyzacja małych gospodarstw rolnych – dwukierunkowe wsparcie udzielane małym gospodarstwom rolnym w ramach wspólnej polityki rolnej. Z jednej strony gospodarstwa mogły otrzymać pomoc finansową na kontynuowanie działalności rolniczej. Z drugiej strony miały możliwość zrezygnowania z produkcji i otrzymać premie w ramach systemu dla małych gospodarstw rolnych, którzy trwale przekazali swoje gospodarstwo rolne.

## Regulacje europejskie dotyczące małych gospodarstw rolnych
W rozporządzeniu Parlamentu Europejskiego i Rady (UE) z 2013 r. w sprawie wsparcia rozwoju obszarów wiejskich przewidziano działanie związane z rozwojem gospodarstw i działalności rolniczej. W ramach tego działania ustalono pomoc na rozpoczęcie działalności gospodarczej na rzecz rozwoju małych gospodarstw. Państwa członkowskie określały górne i dolne progi umożliwiające gospodarstwom rolnym dostęp do wsparcia. Maksymalną kwotę wsparcia określono na poziomie 15 000 euro.
W rozporządzeniu Parlamentu Europejskiego i Rady (UE) z 2013 r. w ustanawiające przepisy dotyczące płatności bezpośrednich dla rolników przyjęto system dla małych gospodarstw. Państwa członkowskie określały górne i dolne progi umożliwiające gospodarstwom rolnym dostęp do wsparcia. Maksymalny poziom płatności określono na poziomie 1250 euro.

## Restrukturyzacja małych gospodarstw rolnych w warunkach polskich
W Programie Rozwoju Obszarów Wiejskich 2014–2020 przyjęto działanie pod nazwą restrukturyzacja małych gospodarstw rolnych. Celem wsparcia było dokonanie zasadniczych zmian w gospodarstwie, które przyczynić się miały do poprawy konkurencyjności i zwiększenia rentowności gospodarstwa, poprzez wzrost wielkości ekonomicznej, w szczególności w wyniku zmiany profilu produkcji rolniczej.

### Warunki przyznawania pomocy małym gospodarstwom
Premia mogła zostać przyznana rolnikowi, jeżeli:
- był posiadaczem samoistnym lub zależnym właścicielem gospodarstwa rolnego, obejmującego co najmniej 1 ha gruntów ornych;
- był właścicielem nieruchomości służącej do prowadzenia produkcji w zakresie działów specjalnych produkcji rolniczej;
- przedłożył biznesplan dotyczący rozwoju gospodarstwa oraz zobowiązał się do jego realizacji.

#### Cele przyznawania wsparcia finansowego małym gospodarstwom rolnym
Pomoc przyznawana była na następujące cele:
- na operacje polegające na zaprzestaniu chowu i hodowli świń w gospodarstwie, w którym był prowadzony chów lub hodowla świń, na obszarach wyznaczonych w związku ze zwalczaniem afrykańskiego pomoru świń (ASF),
- na pozostałe operacje.

#### Forma i wysokość pomocy w ramach restrukturyzacji małych gospodarstw rolnych
Premia wypłacana była w wysokości 60 tys. zł, jednak nie więcej niż równowartość 15 tys. euro, płatna w II ratach:
- I rata – 80% całkowitej wartości pomocy, ale nie więcej niż 48 tys. zł;
- II rata – 20% całkowitej wartości pomocy, ale nie więcej niż 12 tys. zł.

#### Kierunki przeznaczenie pomocy dla małych gospodarstw rolnych
Premia przyznawana była na operację:
- obejmującą restrukturyzację gospodarstwa w zakresie produkcji żywnościowych lub nieżywnościowych produktów rolnych;
- przygotowania do sprzedaży produktów rolnych wytwarzanych w gospodarstwie;
- restrukturyzacja gospodarstwa mogła alternatywnie polegać na:
  1. przeprowadzeniu inwestycji w środki trwałe oraz udziale w szkoleniach;
  2. korzystaniu z usług doradczych;
  3. udziale w zorganizowanych formach współpracy producentów rolnych;
  4. realizacji innych działań niezbędnych do przeprowadzenia restrukturyzacji gospodarstwa;
- restrukturyzacja miała na celu poprawę konkurencyjności i zwiększenie rentowności gospodarstwa oraz doprowadzenie do wzrostu wielkości ekonomicznej gospodarstwa:
  1. do co najmniej 10 tys. euro,
  2. co najmniej o 20% w stosunku do wielkości wyjściowej, w szczególności w wyniku zmiany rodzaju prowadzonej produkcji rolnej.

### Płatności na rzecz rolników kwalifikujących się do systemu dla małych gospodarstw, którzy trwale przekazali swoje gospodarstwo innemu rolnikowi

#### Zasady przyznawania pomocy małym gospodarstwom rolnym
Pomoc przyznawana była rolnikowi, który spełniał następujące warunki:
- był wpisany do ewidencji producentów;
- uczestniczył w systemie dla małych gospodarstw, który był częścią płatności bezpośrednich;
- przekazał w sposób trwały posiadane gospodarstwo rolne, w tym zwierzęta gospodarskie, innemu rolnikowi, który jest osobą fizyczną, osobą prawną lub jednostką organizacyjną nieposiadającą osobowości prawnej;
- rolnik przejmujący grunty będzie prowadził działalność rolniczą w gospodarstwie utworzonym w wyniku powiększenia przez okres co najmniej 5 lat;
- rolnik przekazujący gospodarstwo nie będzie prowadził działalności rolniczej przez co najmniej przez 5 lat, licząc od dnia przekazania gospodarstwa rolnego;
- po przekazaniu gospodarstwa rolnego nie będzie podlegał ubezpieczeniu społecznemu rolników w Kasie Rolniczego Ubezpieczenia Społecznego.

#### Wysokość pomocy dla małego gospodarstwa rolnego
Wysokość pomocy stanowiła 120% rocznej płatności, do której rolnik kwalifikował się w ramach systemu dla małych gospodarstw. Wsparcie wypłacane było jednorazowo.